# Dorothy Loudon
Pour les articles homonymes, voir Loudon.

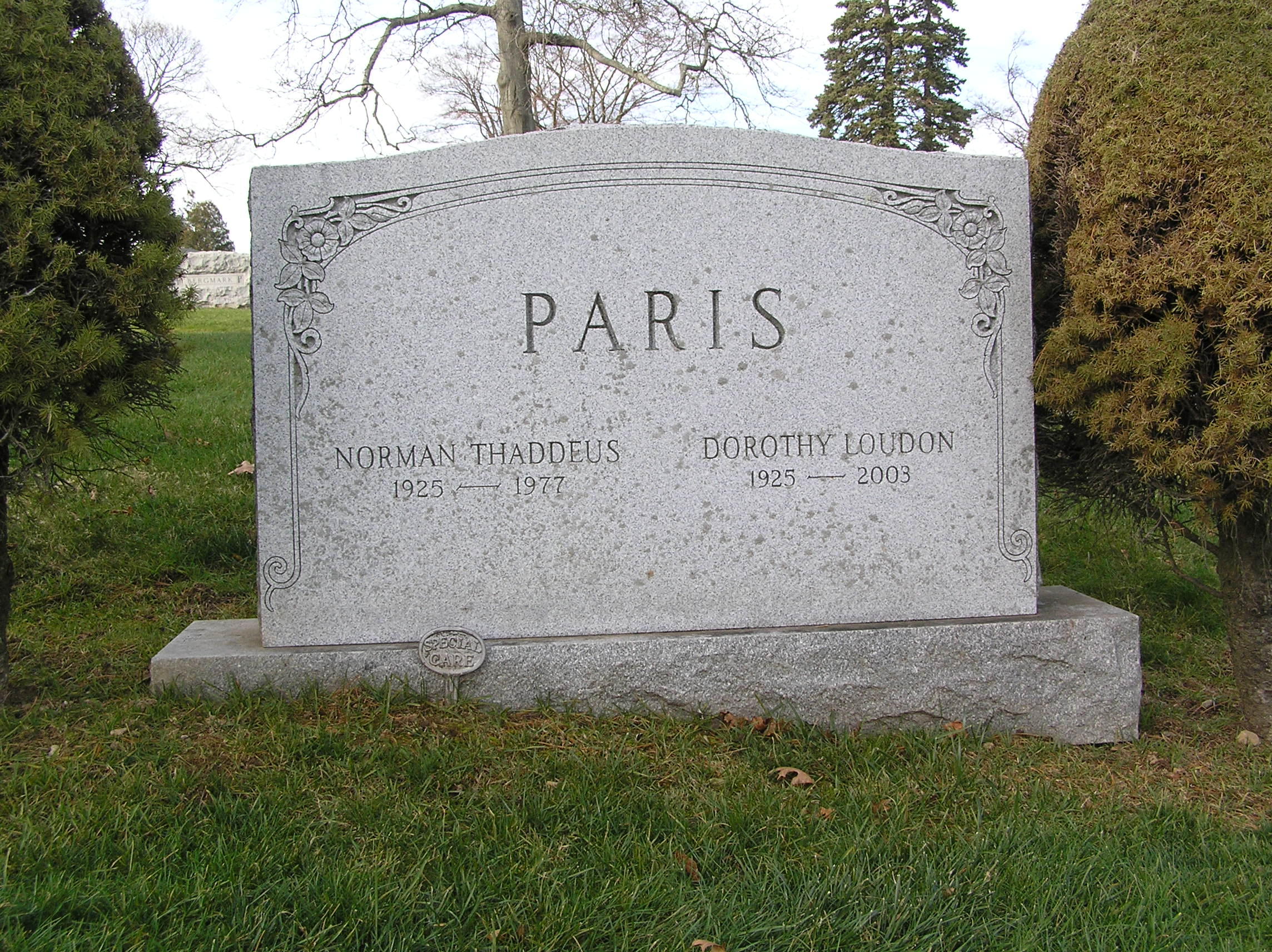
Tombe de Dorithy Loudon au cimetière de Kensico à Valhalla (État de New York).

Dorothy Loudon est une actrice américaine née le 17 septembre 1925 à Boston, Massachusetts (États-Unis), morte le 15 novembre 2003 à New York (New York).

## Biographie

### Formation
Née à Boston Dorothy Loudon déménage ensuite à Claremont de New Hampshire et à Indianapolis à l'Indiana. Elle suit les études d'art dramatique à l'Université de Syracuse, mais s'arrête avant d'obtenir son diplôme. Elle part pour New York afin de suivre les cours à l'American Academy of Dramatic Arts. Elle commence à se produire dans les Night Club avec les numéros de chant qui lui ouvrent le chemin des plateaux de télévision dans les émissions de Perry Como et The Ed Sullivan Show.
Son début à Broadway a lieu en 1962, dans la pièce  Nowhere to Go But Up qui ne dure qu'une saison, mais lui vaut les Theatre World Awards. En 1969, on la remarque également dans la comédie musicale The Fig Leaves Are Falling mis en scène par George Abbott, elle reçoit le prix de meilleure comédienne au Drama Desk Award et son premier Tony Awards.

### Carrière
Sa performance dans la comédie musicale Annie de Thomas Meehan est récompensée aux Tony Awards 1977 et aux Drama Desk Award for Outstanding Featured Actress in a Musical (en) la même année.
En 1979, elle est invitée par Michael Bennett pour la comédie musicale Ballroom, elle est nommée aux Tony Awards et au Drama Desk Award for Outstanding Actress in a Musical (en). En 1980, elle succède à Angela Lansbury dans la comédie musicale Sweeney Todd de Stephen Sondheim et récolte les critiques élogieuses de David Sterritt du The Christian Science Monitor. Elle apparait ensuite dans The West Side Waltz (en) à côté de Katharine Hepburn et Julia Barr. En 1982, elle est lauréate de Sarah Siddons Award pour son travail au théâtre de Chicago. En 1983, elle joue dans la farce de Michael Frayn Noises Off à Broadway. La même année, elle est de nouveau nommée aux Tony Awards pour sa performance dans Vodka de George Gershwin.
Dorothy Loudon a été choisie pour remplacer Carol Burnett dans la série télévisée The Garry Moore Show en 1962, et a reçu d'excellentes critiques. La même année, elle a débuté à Broadway dans Nowhere to Go but Up. Elle a souvent paru en qualité de star invitée dans de nombreux show et jeux télévisés. En 1979, elle jouait dans la série Dorothy transmis par CBS qui n'a duré qu'une saison. Loudon a seulement deux rôles au cinéma à son actif, celui d'agent Sonya Apollinar dans À la recherche de Garbo (1984) et Serena Dawes dans Minuit dans le jardin du bien et du mal de Clint Eastwood (1997).

## Vie privée
L'actrice a été mariée avec le compositeur Norman Paris (né Norman Thaddeus Paris 1925-1977), l'auteur de musique pour le jeu télévisé I've Got a Secret produit par Mark Goodson et technicien de son pour la comédie musicale Evening Primrose de Stephen Sondheim (1966). Ils n'ont pas eu d'enfants.
Dorothy Loudon est décédée à l'âge de 78 ans des suites d'un cancer, elle est inhumée auprès de son époux au cimetière Kensico à Valhalla, dans le comté de Westchester.

## Filmographie
- 1952 : It's a Business (série télévisée) : Secretary
- 1958 : The Garry Moore Show (série télévisée) : Regular (1962-64)
- 1974 : Ma and Pa (TV) : Dorothy
- 1979 : Dorothy (série télévisée) : Dorothy Banks
- 1984 : À la recherche de Garbo (Garbo Talks) : Sonya Apollinar
- 1970 : La Force du destin ("All My Children") (série télévisée) : Veronica Mullens (1993)
- 1997 : Minuit dans le jardin du bien et du mal (Midnight in the Garden of Good and Evil) : Serena Dawes